# Thamnophis elegans
Thamnophis elegans là một loài rắn Colubridae. Loài rắn này sinh sống ở tây nam Canada và tây Hoa Kỳ. Chúng sinh sản bằng noãn thai sinh, nghĩa là đẻ con sau khi trứng nở trong bụng mẹ, đặc trưng của rắn Natricinae. Mỗi lứa đẻ 8-12 con rắn con vào tháng 8 và tháng 9. Ít nhất năm phân loài được công nhận.

## Phạm vi địa lý
Thamnophis elegans tìm thấy ở miền tây nam Canada và miền tây Hoa Kỳ, xa về hướng đông đến tây Nebraska và Oahoma Panhandle. Một quần thể độc lập tại Baja California, Mexico.

## Phân loài

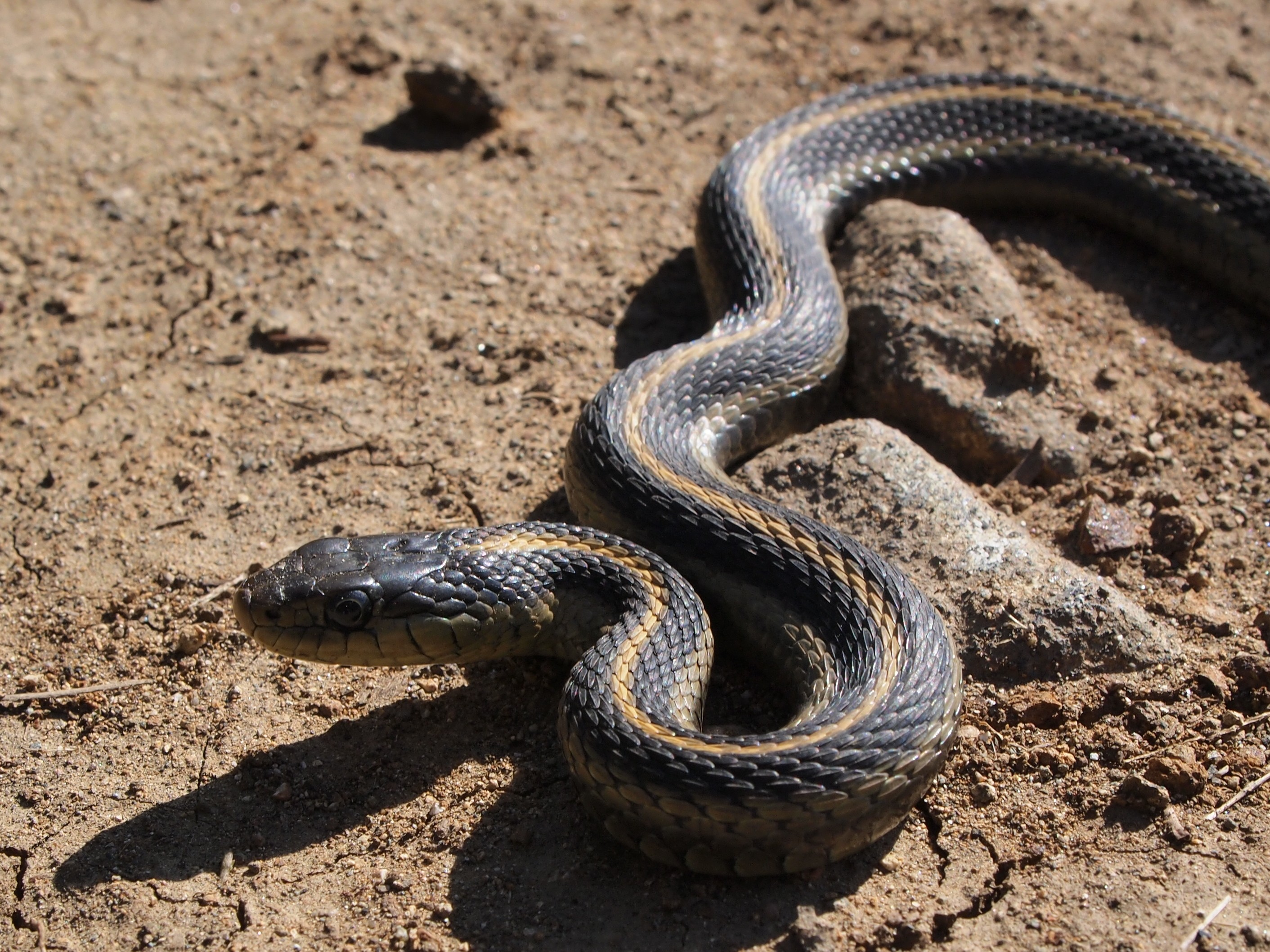
Thamnophis elegans terrestris with dark coloring

Nhiều phân loài và nòi được công bố, dù chỉ có số ít có thực, còn lại chứa chắc chắn.
- Thamnophis elegans arizonae Tanner and Lowe, 1989 – Arizona Garter Snake
- Thamnophis elegans elegans (Baird and Girard, 1853) – Mountain Garter Snake
- Thamnophis elegans hueyi Van Denburgh and Slevin, 1923 – San-Pedro-Martir Garter Snake
- Thamnophis elegans terrestris  Fox, 1951 – Coast Garter Snake
- Thamnophis elegans vagrans  (Baird and Girard, 1853) – Wandering Garter Snake
- Thamnophis elegans vascotanneri  Tanner and Lowe, 1989 – Upper Basin Garter Snake

## Môi trường sống
Thamnophis elegans xuất hiện tại nhiều môi trường sống, gồm thảo nguyên, rừng gỗ, và rừng lá kim, từ ngang mặt nước biển đến nơi cao 3.962 m (12.999 ft). Chúng thường sống cạn, mặc dù quần thể ở Đại Bồn địa và Dãy Rocky sống bản thủy sinh.